# Tennis vid olympiska sommarspelen 1996
Vid olympiska sommarspelen 1996 i Atlanta avgjordes fyra grenar i tennis, två för herrar och två för damer. 176 tävlande från 55 länder deltog.

## Medaljfördelning
| Pl. | Nation         | Guld | Silver | Brons | Totalt |
| --- | -------------- | ---- | ------ | ----- | ------ |
| 1   | USA            | 3    | 0      | 0     | 3      |
| 2   | Australien     | 1    | 0      | 0     | 1      |
| 3   | Spanien        | 0    | 2      | 1     | 3      |
| 4   | Tjeckien       | 0    | 1      | 1     | 2      |
| 5   | Storbritannien | 0    | 1      | 0     | 1      |
| 6   | Tyskland       | 0    | 0      | 1     | 1      |
| 6   | Indien         | 0    | 0      | 1     | 1      |

## Medaljörer
| Gren                   | Guld                                          | Silver                                   | Brons                                                 |
| Herrsingel Detaljer... | Andre Agassi USA                              | Sergi Bruguera Spanien                   | Leander Paes Indien                                   |
| Herrdubbel Detaljer... | Todd Woodbridge och Mark Woodforde Australien | Neil Broad och Tim Henman Storbritannien | Marc-Kevin Goellner och David Prinosil Tyskland       |
| Damsingel Detaljer...  | Lindsay Davenport USA                         | Arantxa Sánchez Vicario Spanien          | Jana Novotná Tjeckien                                 |
| Damdubbel Detaljer...  | Gigi Fernández och Mary Joe Fernández USA     | Jana Novotná och Helena Suková Tjeckien  | Conchita Martínez och Arantxa Sánchez Vicario Spanien |